# Francine Ruest-Jutras
Francine Ruest-Jutras, née en 1946 à Drummondville, est une femme politique, pédagogue et administratrice québécoise. Élue conseillère municipale en 1983, elle devient la première femme à accéder à la mairie de Drummonville en 1987. Elle conserve le poste de mairesse pendant 26 ans, en plus de siéger comme préfète de Drummond et sur différents conseils d'administration.
Une bibliothèque ainsi qu'un prix décerné par l'Union des municipalités du Québec sont nommés en son honneur.

## Biographie

### Jeunesse et études
Elle effectue un cours classique au collège Marie-de-la-Présentation de Drummondville, puis ses études collégiales au collège Jean-de-Brébeuf. Elle obtient ensuite un baccalauréat ès arts de l'Université de Montréal, puis un baccalauréat en pédagogie de l'Université de Sherbrooke. Elle est récipiendaire de bourses des Jeunesses musicales du Canada et obtient un brevet d'enseignement en musique. Elle enseigne entre 1967 et 1970 et suit quelques cours en droit à Sherbrooke.

### Parcours politique
Elle commence son parcours politique en 1983 alors qu'elle devient conseillère municipale à Drummondville. En novembre 1987, elle accède à la mairie de Drummondville et devient la première femme à y occuper le poste de mairesse. Elle sera également la première femme à présider l'Union des municipalités du Québec, entre 2002 et 2004. En poste durant la grande réorganisation des municipalités du Québec de 2000-2006, elle défend les fusions municipales et fait pression pour restreindre les défusions,.
À l'échelle régionale, elle occupe le poste de préfète de Drummond à quatre reprises durant les années 1990 et 2000. Peu avant 1997, elle milite pour la scission de la région administrative de la Mauricie–Bois-Francs afin de créer le Centre-du-Québec. Elle présidera également la conférence régionale des élus du Centre-du-Québec. Elle participe également aux conseils d'administration d'Hydro-Québec de l'Institut de recherche sur les PME de l'UQTR.
En juin 2015, elle est élue présidente du conseil d'administration de l'Université du Québec à Trois-Rivières. Elle quitte en décembre 2016, après des difficultés internes, « pour prendre du temps pour elle, retourner à son piano dont elle adore jouer et se rapprocher de sa famille et de ses amis ».

## Hommages et distinctions

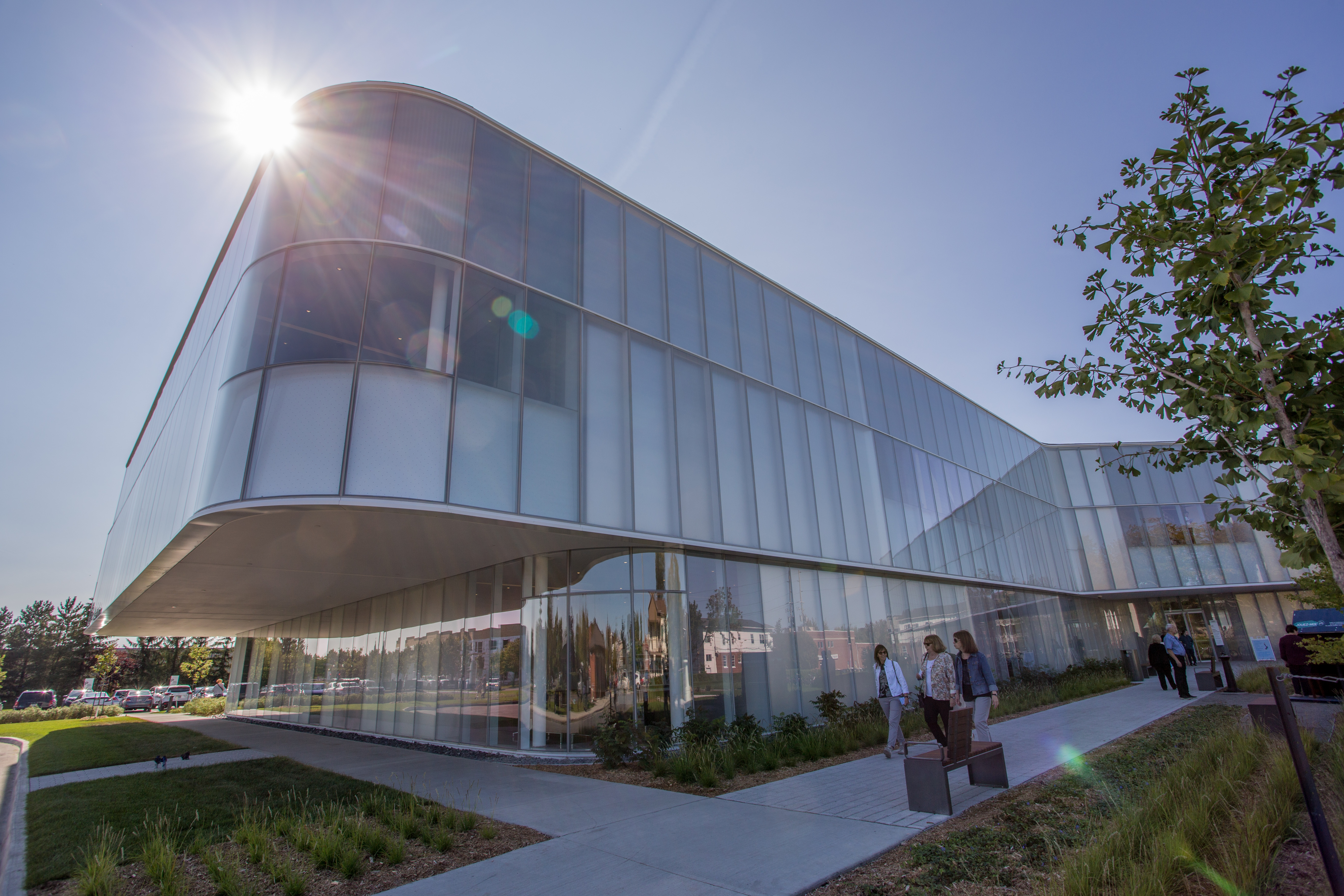
L'édifice Francine-Ruest-Jutras abrite la bibliothèque publique de Drummondville.

- 2017 : L'édifice de la bibliothèque publique de Drummondville est nommé en son honneur[10];
- 2015 : Chevalière de l'Ordre national du Québec[11];
- 2015 : Temple de la renommée des affaires de Drummondville;
- 2014 : Mérite estrien, volet « Personnalité »[12];
- 2013 : Un prix de l'UMQ, visant à « reconnaître l’excellence et le leadership des femmes sur la scène politique municipale » québécoise, est nommé en son honneur[13];
- 2013 : Médaille d'honneur de l'Assemblée nationale[14];
- 2003 : Prix Blanche-Lemco-Van Ginkel[15].